# Зубатая газза
Зубатая газза (лат. Gazza minuta) — вид лучепёрых рыб семейства сребробрюшковых (Leiognathidae). Распространены в Индо-Тихоокеанской области. Максимальная длина тела 21 см.

## Описание
Тело высокое, сжато с боков, овальной формы, полностью покрыто мелкой циклоидной чешуёй, за исключением груди от основания грудных плавников до начала анального плавника. Голова без чешуи. Высота тела укладывается 1,9—2,7 раза в стандартную длину тела. Выпуклость верхнего и нижнего профилей тела не различается. Рот маленький, сильно выдвижной; при открытии вытягивается вперёд. В передней части обеих челюстей есть клыковидные зубы. Жаберные тычинки длинные и тонкие, примерно равны длине соответствующих жаберных лепестков. На первой жаберной дуге 17—20 жаберных тычинок. В боковой линии 45—51 чешуйка.
Тело серебристо-белого цвета с тёмно-жёлтыми прерывистыми полосами по бокам, простирающимися ниже боковой линии. Верхние части мембран колючей части спинного плавника чёрного цвета. Края мягких частей спинного и анального плавника серые. Передняя часть анального плавника жёлтая. Хвостовой плавник желтоватый.  Грудные и брюшные плавники бесцветные. Основание грудных плавников с чёрными точками.
Максимальная длина тела 21 см, обычно до 15 см.

## Биология
Морские придонные стайные рыбы. Обитают в прибрежных водах над илистыми грунтами на глубине до 75 м. Молодь встречается на мелководных участках на глубине до 10 м, часто в манграх, заходит в эстуарии. Питаются мелкими рыбами, креветками и полихетами; молодь питается планктоном и насекомыми.

## Ареал
Широко распространены в Индо-Тихоокеанской области. Индийский океан: от юга Африки, вдоль восточного побережья до Красного моря; обнаружены в Оманском заливе; у побережья Южной и Юго-Восточной Азии. Тихий океан: Микронезия, на север до Тайваня и Окинавы; на юг до севера Австралии.